# Miloš Zeman
Miloš Zeman (ur. 28 września 1944 w Kolínie) – czeski polityk, w latach 1993–2001 przewodniczący Czeskiej Partii Socjaldemokratycznej, w latach 1996–1998 przewodniczący Izby Poselskiej, premier Czech w latach 1998–2002, w latach 2013–2023 prezydent Republiki Czeskiej.

## Życiorys
W 1963 ukończył szkołę średnią, po czym do 1967 pracował w zakładach Tatry w Kolínie. Od 1965 studiował w Wyższej Szkole Ekonomicznej w Pradze; dyplom inżyniera planowania gospodarki narodowej uzyskał w 1969, po czym do 1970 pracował jako nauczyciel akademicki na macierzystej uczelni. W 1968, w okresie Praskiej Wiosny, wstąpił do Komunistycznej Partii Czechosłowacji, z której po dwóch latach został wykluczony za swoje poglądy w okresie tzw. normalizacji. Przez pewien czas pozostawał bez stałego zatrudnienia. Od 1971 do 1984 pracował w przedsiębiorstwie sportowym Sportpropag, skąd został zwolniony z przyczyn politycznych. Podjął następnie pracę w kombinacie rolnym Agrodat, którą utracił w 1989.
Podczas aksamitnej rewolucji w 1989 dołączył do Forum Obywatelskiego. W 1990 został pracownikiem jednego z instytutów Czechosłowackiej Akademii Nauk. W tym samym roku uzyskał mandat posła do jednej z izb Zgromadzenia Federalnego. W 1992 przystąpił do Czeskiej Partii Socjaldemokratycznej, z ramienia której uzyskał poselską reelekcję. W 1993 został nowym przewodniczącym ugrupowania (ponownie wybierany na tę funkcję w 1995 i 1997). W 1996 został wybrany do Izby Poselskiej w kraju północnomorawskim. Na skutek porozumienia między socjaldemokracją a ODS, zakładającego poparcie przez lewicę gabinetu Václava Klausa, 27 czerwca 1996 objął funkcję przewodniczącego Izby Poselskiej. W przedterminowych wyborach parlamentarnych w 1998 po raz kolejny wywalczył mandat w tym samym okręgu, wykonując go do 2002.
17 lipca 1998 desygnowany na urząd premiera. Od 22 lipca 1998 do 15 lipca 2002 sprawował urząd premiera mniejszościowego rządu utworzonego przez socjaldemokrację. W 2002 wycofał się z aktywnej polityki, wyznaczając na swojego następcę Vladimíra Špidlę. Rok wcześniej na jego rzecz ustąpił z przywództwa w partii. Zamieszkał w miejscowości Nové Veselí. Został doradcą, a także częstym recenzentem partii współrządzącej Czechami do 2006, ale jego wpływ na politykę ugrupowania pozostawał niewielki. W 2003 bez powodzenia ubiegał się o urząd prezydenta, przegrywając w parlamencie z Václavem Klausem. W 2005 wydał książkę Jak jsem se mýlil v politice. W 2007 opuścił szeregi ČSSD na skutek sporu z liderem partii Jiřím Paroubkiem. W 2009 stanął na czele lewicowego ugrupowania pod nazwą Partia Praw Obywateli – Zemanowcy, które ubiegało się o mandaty w wyborach parlamentarnych 2010. 29 maja 2010, po wyborczej porażce tej formacji, podał się do dymisji ze stanowiska przewodniczącego ugrupowania, zapowiadając jednocześnie, że będzie je nadal popierał.
W styczniu 2013 wystartował w pierwszych bezpośrednich wyborach prezydenckich. W pierwszej turze głosowania otrzymał 24,2% głosów, zajmując 1. miejsce. W drugiej z 25 i 26 stycznia poparło go 54,8% głosujących; wygrał tym samym z Karelem Schwarzenbergiem. Urząd prezydenta objął 8 marca 2013.
W marcu 2017 ogłosił, że będzie ubiegał się o reelekcję w wyborach prezydenckich zaplanowanych na styczeń 2018. W pierwszej turze głosowania z 12 i 13 stycznia otrzymał 38,6% głosów, zajmując 1. miejsce wśród 9 kandydatów. Przeszedł do drugiej tury z Jiřím Drahošem, którego poparło 26,6% głosujących. W głosowaniu z 26 i 27 stycznia otrzymał 51,4% głosów, wygrywając ze swoim konkurentem i zapewniając sobie wybór na drugą kadencję. 8 marca 2018 został zaprzysiężony na kolejną pięcioletnią kadencję.
10 października 2021, dzień po wyborach parlamentarnych, został hospitalizowany, co czasowo uniemożliwiło mu wykonywanie obowiązków (w tym związanych z procedurą powołania nowego rządu). Ostatecznie 9 listopada tego samego roku misję utworzenia gabinetu powierzył Petrowi Fiali.
Urząd prezydenta sprawował do 8 marca 2023.

## Życie prywatne
Zamieszkał w miejscowości Nové Veselí, otrzymał jej honorowe obywatelstwo. Jego pierwszą żoną w latach 1971–1978 była Blanka Zemanová. Drugą żoną w 1993 została Ivana Zemanová. Ma syna Davida (z pierwszego małżeństwa) i córkę Kateřinę (z drugiego małżeństwa). Deklaruje się jako „tolerancyjny ateista”. Znany z bon motów i kontrowersyjnego języka. Określił się jako zwolennik federalizmu europejskiego i wprowadzenia euro w Czechach.

## Odznaczenia
- Order Lwa Białego I klasy z Łańcuchem – 2013 (ex officio – na czas sprawowania urzędu prezydenta)
- Order Tomáša Garrigue Masaryka I klasy – 2013 (ex officio – na czas sprawowania urzędu prezydenta)
- Krzyż Wielki Klasy Specjalnej Orderu Zasługi RFN – 2014 (Niemcy)[17]
- Order Podwójnego Białego Krzyża I klasy – 2014 (Słowacja)[18]
- Order Al-Husajna Ibn Alego – 2015 (Jordania)[19]
- Order Orła Białego – 2016 (Polska)[20][21][22]
- Order za Wybitne Zasługi – 2016 (Słowenia)[23]
- Order 8 Września – 2016 (Macedonia)[24]
- Order Republiki Serbii II klasy – 2020 (Serbia)[25]

## Wybrane publikacje
- Miloš Zeman, Komplexní prognostické modelování, Praga: Institut pro výchovu vedoucích pracovníků ministerstva průmyslu ČSR, 1975.
- Miloš Zeman, Úvod do systémové prognostiky, Praga: Institut pro výchovu vedoucích pracovníků ministerstva průmyslu ČSR, 1985.
- Miloš Zeman, Analytické a simulační hry na počítačovém modelu, Praga: SZN, 1989.
- Miloš Zeman, Vzestup a pád české sociální demokracie, Praga: Andrej Šťastný, 2006, ISBN 80-86739-22-8.
- Miloš Zeman, Moje Vysočina pohledem Miloše Zemana, Praga: Atypo, 2016, ISBN 978-80-87759-02-8.